# École supérieure d’agricultures d’Angers
Die École supérieure d’agricultures d’Angers (ESA Angers) ist eine französische Ingenieurhochschule, die 1898 gegründet wurde.
Die Schule bildet Ingenieure in Agronomie und Landwirtschaft aus.
Die ESA Angers ist eine staatlich anerkannte private Hochschule von allgemeinem Interesse mit Sitz in Angers. Die Schule ist Mitglied der Conférence des grandes écoles (CGE).